# كلوبازام
كلوبازام (بالإنجليزية: Clobazam)‏ هو دواء تم تسويقه تحت الاسم التجاري Frisium و Urbanol و Onfi و Tapclob) و هو من فئة البنزوديازيبين تم تسويقه كمزيل للقلق منذ عام 1975 [و مضاد للاكتئاب منذ عام 1984 وهو غير قابل للذوبان في الماء،

## الاستخدامات الطبية
يستخدم Clobazam لعلاج بعض حالات الصرع، فاعتبارا من عام 2005 ، تمت الموافقة على كلوبازام في كندا للاستخدام الإضافي في نوبات التشنج الارتجاجية المعقدة ، والجزئية ، والنبضية كما تمت الموافقة عليه للعلاج مساعد في النوبات الجزئية المعقدة أنواع معينة من الحالة الصرعية ،